# Дробилка кормов

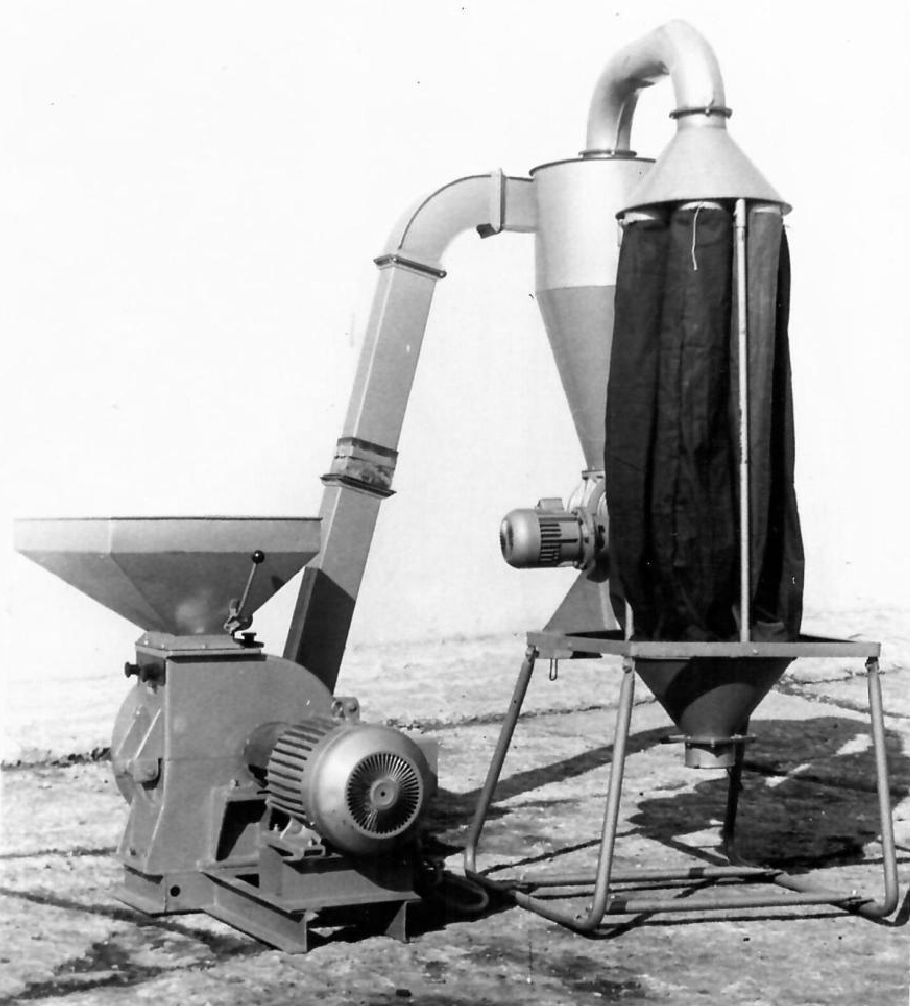
Советская опытная дробилка кормов Ф-IМ. 1976 г.

Дроби́лка кормо́в — машина, с помощью которой производится дробление кормов (початков кукурузы, корнеплодов, зерна) перед скармливанием их домашней птице и сельскохозяйственным животным.
Имеются разнообразные по конструкции дробилки кормов: барабанные и дисковые и вальцовые. В дисковых дробилках корм измельчается молотками, подвешенными на диске. Барабанная дробилка помимо дробильного аппарата с молотками имеет ножевой барабан с противорежущими пластинами для предварительной резки сочных кормов.
Вальцовая дробилка предназначена для измельчения зерна, гранулированных кормов для сельскохозяйственных животных, пивного солода. При вальцовом дроблении переработка происходит при прохождении обрабатываемого материала между двумя рифлёными вальцами.

### Плющилки зерна
Вальцовые дробилки зерна, оснащенные вальцами с плоскими зубцами, могут производить не только дробленое, но и плющеное зерно. Такой подтип дробилок называют вальцовыми плющилками. В процессе плющения разрушается лишь оболочка зерна с сохранением его целостности. Для плющения необходимо использовать зерно влажностью 35-40 % или смачивать сухое зерно достаточным количеством воды, однако, вода используется в крайнем случае. Плющеное зерно обладает улучшенной поедаемостью и усвояемостью у жвачных животных
Заготовленное при помощи плющилок зерно хранится в силосных ямах или в герметичных рукавах в анаэробных условиях. Закладку на хранения в рукава или силосную траншею осуществляет сама плющилки с помощью специальных приспособлений — пресс-тоннеля для упаковки в рукава или выгрузного конвейерного транспортера для заготовки в траншею. Для длительного хранения в условиях безвоздушной среды при заготовке в плющеное зерно добавляют специальный биологический или химический консервант (технология похожа на силосование с консервированием).
Для плющения пригодны большинство видов зерновых сельхозкультур и бобовые. Наибольшей популярностью для плющения используется кукуруза.

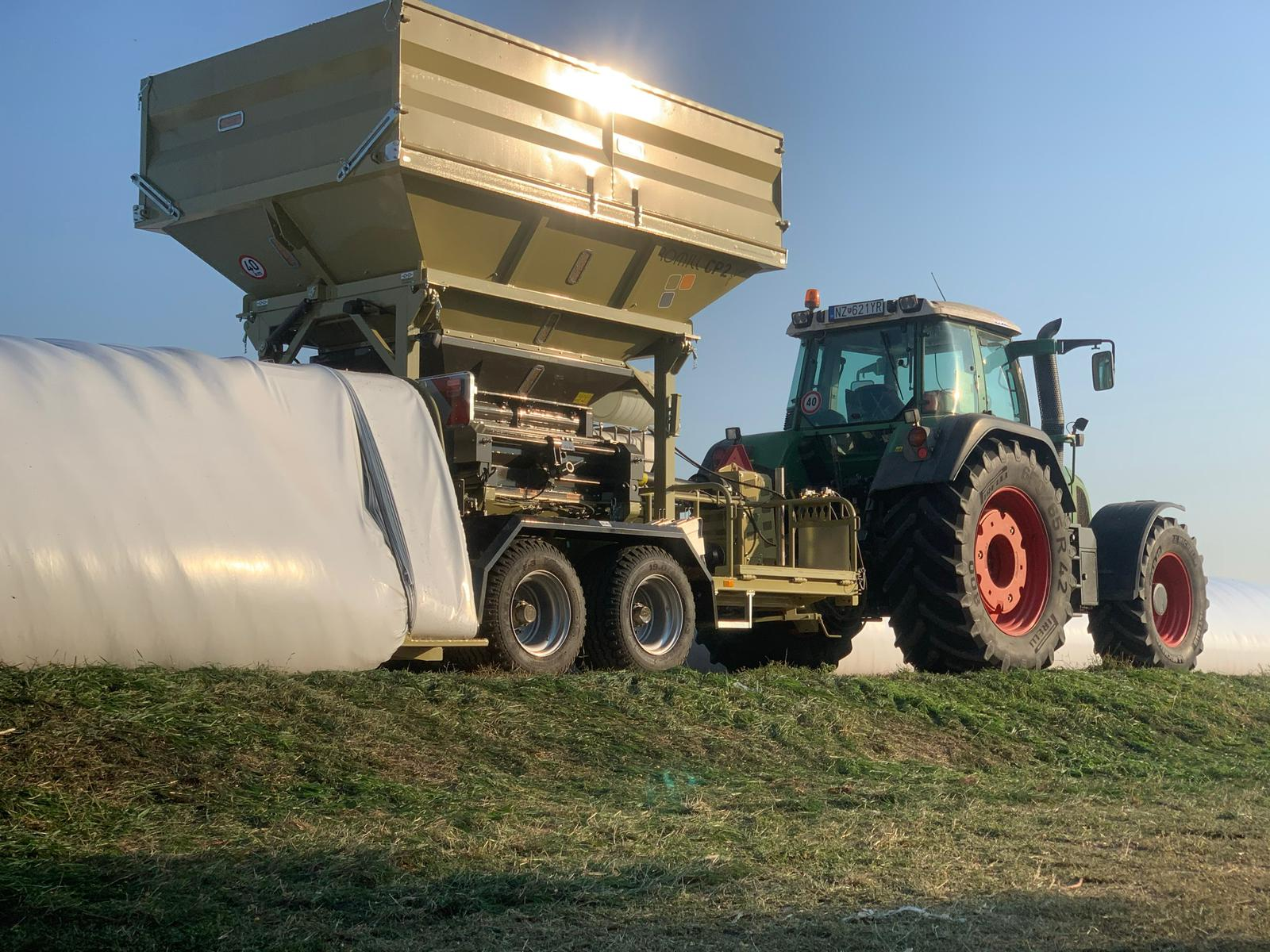
Плющилка для влажного зерна в процессе закладки материала в рукава

Плющилки зерна разделяются на два типа: для влажного и сухого зерна. Первый тип предназначен для работы с зерном высокой влажности (35-40%) с последующим консервированием на хранение. Второй типа машин — для сухого зерна, отличаются возможностью плющить сухое зерно без его дробления на составные части.
Тип продукта, получаемый при обработке на вальцовой дробилке, зависит от нескольких факторов. Это форма зубцов вальца, количество зубцов на 1 см поверхности вальца, величина зазора между вращающимися вальцами и разница в скорости вращения вальцов.
Корректный подбор всех факторов, влияющих на грубость измельчения корма, позволяет готовить при помощи вальцовых дробилок корма, пригодные для любых половозрастных групп сельскохозяйственных животных.
Кормодробилки выпускаются разной производительности, малой для домашнего хозяйства и большой производительности (до нескольких тонн в час) для установки на животноводческих фермах, птицефермах, комбикормовых заводах.